# Copa de Competencia Asociación Amateurs
La Copa de Competencia Asociación Amateurs fu una coppa organizzata in Argentina tra il 1920 e il 1926 per un totale di quattro edizioni.

## Formula del torneo
Nella prima edizione il torneo era tutto ad eliminazione diretta, mentre dalla seconda vi era una prima fase a gruppi e solo successivamente una fase ad eliminazione diretta. Il numero di club partecipanti al torneo è variato di edizione in edizione.

## Albo d'oro
- 1920 Rosario Central           2:0  Sportivo Almagro
- 1924 Independiente       1:1  Sportivo Almagro
  - Independiente       0:0  Sportivo Almagro         [ripetizione]
  - Independiente       1:0  Sportivo Almagro         [ripetizione]
- 1925 Independiente       2:0  Sportivo Palermo
- 1926 Independiente       3:1  Lanús